# Chitose Hajime
Chitose Hajime (元ちとせ Hajime Chitose?, Amami Ōshima, 5 de enero de 1979) es una cantante japonesa nacida en Amami Oshima. Hajime canta utilizando los particulares sonidos de falsete que caracterizan al estilo de la región.
Es reconocida por muchos debido a que algunas de sus canciones aparecen en las aperturas y finales de ciertos capítulos de anime como, por ejemplo, la banda sonora de Blood+ llamado «Kataritsugu Koto».

## Historia

### Infancia
Bajo la influencia de su madre Hajime comenzó a aprender shamisen. Al cumplir 10 años comienza a interesarse por el "Shima-Uta" (Jpn:Canciones de la isla), que es un estilo de canto que se transmite de generación en generación, y forma parte de la tradición de Ryukyu y Okinawa.
Durante su adolescencia participó en muchos concursos de canto populares y ganó varios de ellos. Tuvo oportunidad de viajar a muchos eventos que se hacían en varias partes de Japón, lugares donde comenzó a hacerse reconocida, a los 15 años lanzó dos álbumes de música tradicional en casete por medio de un sello independiente. Al cumplir los 18 fue abordada por numerosos sellos discográficos a raíz de haber ganado un concurso de la canción popular local. Sin embargo luego declararía en una entrevista que debido a que sentía mucha "sospecha de ellos", optó por estudiar para convertirse en una cosmetóloga siguiendo los pasos de su hermana mayor. Se mudó a Osaka en 1998. Sin embargo debido a que Hajime sufría de asma y frecuentemente tenía reacciones alérgicas graves a muchos productos químicos utilizados por los esteticistas, se retiró de la escuela. Antes de regresar a Amami Oshima, entró nuevamente en contacto con la empresa de representación de artistas Office Augusta, que había sido la única empresa que se dignó en hacer todo el recorrido hasta su isla natal durante la época de la oleada de representantes que intentaron hacerla firmar a los 18 años.

### Carrera musical
En marzo de 2001 publicó un autotitulado miniálbum por medio del sello Augusta Records. Este álbum formado por versiones de canciones de otros artistas contenía tres canciones en inglés de Carole King y Velvet Underground. El álbum fue tan bien recibido que Hajime fue empujada a lanzar otro miniálbum antes de los cinco meses de publicado el primero. En agosto de 2001 lanzó su segundo miniálbum llamado Kotonoha (コトノハ?) bajo el amparo de Augusta Records, esta vez el álbum contenía cinco temas de su autoría.
En 2002, lanzó su primer sencillo en uno de los sellos importantes Epic Records - "Wadatsumi no Ki" (ワダツミの木?). Fue el tercer sencillo más vendido del año apenas por detrás de "Travel" de Hikaru Utada y "H" de Ayumi Hamasaki, vendiendo un estimado de 850.000 copias. Tres meses más tarde, lanzó un nuevo sencillo, "Kimi o Omou" (君ヲ想フ?). Aunque también fue muy popular, no se acercó al éxito de su primer sencillo, sin embargo ayudó a cementar su carrera como artista permanente.
Lanzó tres singles más, antes de publicar su segundo álbum en un sello mayor, Nomad Soul -Alma Nómade- (ノマド・ソウル nomado souru?), que fue lanzado en 2003. Muy poco tiempo después de una gira de conciertos, y del lanzamiento de un DVD en vivo durante el 2004, Hajime anunció que estaba por contraer matrimonio, tuvo su primer hijo en 2005.
Retornó a la industria de la música en noviembre de 2005 con el sencillo "Kataritsugu Koto" (語り継ぐこと?) que forma parte de los finales de capítulo del animé Blood+. El sencillo fue un hit, alcanzando el puesto #12 en las listas Oricon. Continuó con el éxito de "Haru no Katami" (春のかたみ?), el tema de finalización del animé AYAKASHI - Horror Clásico Japonés. El sencillo vendió 6.050 copias durante la primera semana, y se mantuvo en las listas de los más vendidos durante un total de siete semanas. Un tercer sencillo "Ao no Requiem" (青のレクイエ?), fue el tema principal del film Hatsukoi de Studio GAGA. Durante la siguiente semana, Hajime lanzó su tercer gran álbum, Hanadairo (ハナダイロ?). Una edición limitada que presentaba un 13.º track, "Shinda Onna no Ko" (死んだ女の子?), con Ryuichi Sakamoto, como así también un DVD conteniendo los videos musicales de "Kataritsugu Koto", y "Haru no Katami".
Después de Hanadairo (ハナダイロ?), Hajime se tomó un largo descanso para pasar tiempo con su familia y trasladarse a Okinawa. Regresó en 2008 con el lanzamiento de Cassini (カッシーニ?), basado en el tema de "la familia y la vinculación sentimental"
En agosto de 2010 lanzó simultáneamente dos álbumes uno llamado "oriente" y otro llamado "occidente".

### Influencias en su música
Estudios científicos comprobaron que su estilo de cantar incluso en las canciones tradicionales de la música tradicional de Amami Oshima, tienen efectos relajantes en los electroencefalograma tomados de los cerebros de las personas que han escuchado su canto[cita requerida].

## Discografía

### Álbumes indie
[12/08/1994] Higya Merabe (ひぎゃ女童)
Casete Tape, Central Gakki Records 
| Canción (Fonético)         | Canción (Japonés)  | Lado |
| -------------------------- | ------------------ | ---- |
| 1-Naga Asabana Bushi       | 長朝花節           | A    |
| 2- Shonjoshu Bushi         | 俊良主節           | A    |
| 3- Kurudando Bushi         | くるだんど節       | A    |
| 4- Magaryo Takajichi Bushi | 曲がりょ高頂節     | A    |
| 5- Rankan Boshi Bushi      | らんかん橋節       | A    |
| 6- Amagurumi Bushi         | 雨黒み節           | A    |
| 7- Shumichi Nagahama Bushi | 塩道長浜節         | A    |
| 8- Honen Bushi             | 豊年節             | A    |
| 9- Komori Uta              | 子守唄             | A    |
| 1- Yukyunnya Kana Bushi    | 行きゅんにゃ加那節 | B    |
| 2- Nagakumo Bushi          | 長雲節             | B    |
| 3- Shunkane Bushi          | シュンカネ節       | B    |
| 4- Yoisura Bushi           | ヨイスラ節         | B    |
| 5- Kunnyori Yoneago Bushi  | 国直よね姉節       | B    |
| 6- Kantsume Bushi          | かんつめ節         | B    |
| 7- Shogachi Gin            | 正月着物           | B    |
| 8- Choukikujo              | ちょうきく女節     | B    |
| 9- Mucha Kana Bushi        | むちゃ加那節       | B    |

[09/06/2002] Shima • Kyora • Umui (故郷・美ら・思い)
Originalmente lanzado en 1997, fue relanzado en 2002 por Central de Gakki Records
| Canción (fonético)           | canción (Japonés)  |
| ---------------------------- | ------------------ |
| 1- Asakasetsu                | 朝花節             |
| 2- Nagatomohanasetsu         | 長朝花節           |
| 3- Shonjoshusetsu            | 俊良主節           |
| 4- Kurudandosetsu            | くるだんど節       |
| 5- Kantsumesetsu             | かんつめ節         |
| 6- Shonkanesetsu             | シュンカネ節       |
| 7- Rankanhashisetsu          | らんかん橋節       |
| 8- Amekurumisetsu            | 雨黒み節           |
| 9- Shusetsunagahamasetsu     | 塩道長浜節         |
| 10- Yoshinori Nabe Kanasetsu | 嘉徳なべ加那節     |
| 11- Kunnyoriyoneagosetsu     | 国直よね姉節       |
| 12- Osakumosetsu             | 長雲節             |
| 13- Mucha Kanasetsu          | むちゃ加那節       |
| 14- Chookikujosetsu          | ちょうきく女節     |
| 15- Itoayatsurisetsu         | 糸繰り節           |
| 16- Yoisurasetsu             | ヨイスラ節         |
| 17- Ikyonnyakanasetsu        | 行きゅんにゃ加那節 |
| 18- Ikyooresetsu             | 行きょうれ節       |
| 19- Kubamehasetsu            | くばぬ葉節         |
| 20- Magaryo Takachidjisetsu  | 曲がりょ高頂節     |
| 21- Shoogatsugin             | 正月着物           |
| 22- Hoonensetsu              | 豊年節             |

[10/03/2001] Hajime Chitose
Miniálbum, Augusta records
| Canción (fonético)    | Canción (Japonés) |
| --------------------- | ----------------- |
| 1- Birthday           | 誕生日            |
| 2- Namae no nai Tori  | 名前のない鳥      |
| 3- Sweet Jane         |                   |
| 4- Little Wing        |                   |
| 5- Fuyu no Sanitorium | 冬のサナトリウム  |
| 6- Home Again         |                   |

[01/08/2001] Kotonoha (コトノハ)
Miniálbum, Augusta Records
| Canción (fonético)   | Canción (Japonés) |
| -------------------- | ----------------- |
| 1- Kotonoha          | コトノハ          |
| 2- Yakusoku          | 約束              |
| 3- Ryuuguu no Tsukai | 竜宮の使い        |
| 4- Seirei            | 精霊              |
| 5- Sanhachigatsu     | 三八月            |

[10/07/2002] Hainumikaze (ハイヌミカゼ)
| Canción (fonético) | Canción (Japonés) |
| ------------------ | ----------------- |
| 1- Sango Jugoya    | サンゴ十五夜      |
| 2- Wadatsumi no Ki | ワダツミの木      |
| 3- Natsu no Utage  | 夏の宴            |
| 4- Hikaru Kaigara  | ひかる・かいがら  |
| 5- Shinshin Raika  | 心神雷火          |
| 6- 37.6            |                   |
| 7- Hatsukoi        | 初恋              |
| 8- Hainumikaze     | ハイヌミカゼ      |
| 9- Kimi wo Omou    | 君ヲ想フ          |
| 10- Rinto Suru     | 凛とする          |

### Grandes álbumes
[10/07/2002] Hainumikaze (ハイヌミカゼ)
| Canción (fonético) | Canción (Japonés) |
| ------------------ | ----------------- |
| 1- Sango Jugoya    | サンゴ十五夜      |
| 2- Wadatsumi no Ki | ワダツミの木      |
| 3- Natsu no Utage  | 夏の宴            |
| 4- Hikaru Kaigara  | ひかる・かいがら  |
| 5- Shinshin Raika  | 心神雷火          |
| 6- 37.6            |                   |
| 7- Hatsukoi        | 初恋              |
| 8- Hainumikaze     | ハイヌミカゼ      |
| 9- Kimi wo Omou    | 君ヲ想フ          |
| 10- Rinto Suru     | 凛とする          |

[03/09/2003] Nomad Soul (ノマド・ソウル)
| Canción (fonético)                | Canción (Japonés)            |
| --------------------------------- | ---------------------------- |
| 1- Triangle                       | トライアングル               |
| 2- Neiro Nanairo                  | 音色七色                     |
| 3- Sen no Yoru to Sen no Hiru     | 千の夜と千の昼               |
| 4- Itsuka Kaze ni Naru Hi         | いつか風になる日             |
| 5- Hisui                          | 翡翠                         |
| 6- Aurora Sora Kara Mitsumete Iru | オーロラの空から見つめている |
| 7- Kono Machi                     | この街                       |
| 8- Getsurei 17.4                  | 月齢１７．４                 |
| 9- Yuri Collection                | 百合コレクション             |
| 10- Uragano Oka                   | ウルガの丘                   |

[04/08/2004] Fuyu no Hainumikaze (冬のハイヌミカゼ)
Álbum doble disco en vivo
Disco 1
| Canción (fonético)                   | Cancién (Japonés) |
| ------------------------------------ | ----------------- |
| 1- Kotonoha                          |                   |
| 2- Triangle                          |                   |
| 3- Byakuya                           |                   |
| 4- Aurora no Sora kara Mitsumete Iru |                   |
| 5- Getsurei 17.4                     |                   |
| 6- Hainumikaze                       |                   |
| 7- Kimi wo Omou                      |                   |
| 8- Yuri Collection                   |                   |
| 9- Yoru ni Yomeru Uta                |                   |
| 10- Namae no Nai Tori                |                   |
| 11- 37.6                             |                   |
| 12- Shooryoo                         |                   |
| 13- Kono Machi                       |                   |

Disco 2
| Canción (fonético)            | Canción (Japonés) |
| ----------------------------- | ----------------- |
| 1- Sango Jugoya               |                   |
| 2- Shinshi Raika              |                   |
| 3- Sanpono no Susume          |                   |
| 4- Hummingbird                |                   |
| 5- Neiro Nanairo              |                   |
| 6- Wadatsumi no Ki            |                   |
| 7- Sen no Yoru to Sen no Hiru |                   |
| 8- Itsuka Kaze ni Naru Hi     |                   |
| 9- Mihachigatsu               |                   |
| 10- Uruga no Oka              |                   |
| 11- Hikaru Kaigara            |                   |

[10/05/2006] Hanadairo (ハナダイロ)
| Canción (fonético)        | Canción (Japonés) | Más |
| ------------------------- | ----------------- | --- |
| 1- Hitsuji no Dolly       | 羊のドリー        | |
| 2- Maebure                | 前兆              | |
| 3- Ao no Requiem          | 青のレクイエム    | tema musical de una película "Hatsukoi / (Primer amor)" de Aoi Miyazaki - Escrito y compuesto por Sadayoshi Okamoto, - Organizado por COIL                                                           |
| 4- Yomihitoshirazu        | 詠み人知らず      | |
| 5- Hanadairo              | はなだいろ        | |
| 6- Haru no Katami         | 春のかたみ        | tema de la canción Ayakashi: Cuentos de Horror Samurai - Escrito y compuesto por Yumi Matsutoya, - Organizado por Masataka Matsutoya                                                                 |
| 7- Tsuyukusa no Yoru      | 蛍草の夜          | |
| 8- Kyouryuu no Egaki Gata | 恐竜の描き方      | |
| 9- Reimei                 | 黎明              | |
| 10- Amurita               | 甘露              | |
| 11- Kaze to Uta to Inori  | 風と歌と祈り      | |
| 12- Kataritsugu Koto      | 語り継ぐこと      | Ending 01 de Blood+ - Escrito por HUSSY R, - compuesta, arreglada por Tashika Yuuichi, - Organizado por Shintarō Tokita                                                                              |
| 13- Shinda Onna no Ko     | 死んだ女の子      | (The Dead Little Girl - La niña muerta) - Escrito por el poeta turco Nazim Hikmet, - Traducido por Nobuyuki Nakamoto, - compuesta por Yuzo Sotoyama, piano - producido y tocado por Ryuichi Sakamoto |

[16/07/2008] Cassini (カッシーニ)
| Canción (fonético)             | Canción (Japonés)        | Más |
| ------------------------------ | ------------------------ | --- |
| 1- Cassini                     | カッシーニ               | |
| 2- Megumi no Ame               | 恵みの雨                 | |
| 3- Anata ga Koko ni Ite Hoshii | あなたがここにいてほしい | |
| 4- Kasei Kuru Kuru             | カセイクルクル           | |
| 5- Hotaru Boshi                | 蛍星                     | Producida, escrita y compuesta por Shintarō Tokita de Sukima Switch |
| 6- Akakokko                    | あかこっこ               | |
| 7- Miyori no Mori              | ミヨリの森               | |
| 8- Niji ga Umareru Kuni        | 虹が生まれる国           | Producido por Paddy Moloney de los Chieftains |
| 9- Rokko Ballad                | 六花譚                   | |
| 10- Tama Yura                  | 玉響 - / - たまゆら      | |
| 11- Seiya Kyoku                | 静夜曲                   | |
| 12- Sora ni Saku               | 空に咲く花               | (Flower in the Sky - Flor en el cielo) - tema de un drama "Boushi / (Caps/Hats - Gorras / Sombreros)" - Escrito por Yoko Maruyama, - Con el apoyo de Hussy R, - Compuesto por Yuichi Tajika, Yoshinobu Morikawa, Organizado por Takumi Mamiya |

### Sencillos
[06/02/2002] Wadatsumi no Ki (ワダツミの木)
| Canción (fonético)    | Canción (Japonés) |
| --------------------- | ----------------- |
| 1- Wadatsumi no Ki    | ワダツミの木      |
| 2- Maboroshi no Tsuki | 幻の月            |
| 3- Yoru ni Yomeru Uta | 夜に詠める うた   |

[22/05/2002] Kimi wo Omou (君ヲ想フ)
| Canción (fonético) | Canción (Japonés) |
| ------------------ | ----------------- |
| 1- Kimi o Omou     | 君ヲ想フ          |
| 2- Oyasumi         | おやすみ          |
| 3- BLUE            |                   |

[07/11/2002] Kono Machi (この街)
| Canción (fonético)                 | Canción (japonés) |
| ---------------------------------- | ----------------- |
| 1- Kono Machi                      | この街            |
| 2- Hummingbird                     | ハミングバード    |
| 3- Rinto Suru -versión de cuerdas- | 凛とする          |

[11/06/2003] Sen no Yoru a Sen no Hiru (千 の 夜 と 千 の 昼)
| Canción (fonético)            | Canción (Japonés) |
| ----------------------------- | ----------------- |
| 1- Sen no Yoru to Sen no Hiru | 千の夜と千の昼    |
| 2- Byakuya                    | 白夜              |
| 3- TRUE COLOURS               |                   |

[13/08/2003] Itsuka Kaze ni naru Hi (いつか 風 に なる 日)
| Canción (fonético)     | Canción (japonés) |
| ---------------------- | ----------------- |
| Itsuka Kaze ni Naru Hi | いつか風になる日  |
| Sanpono no Susume      | 散歩のススメ      |

[23/11/2005] Kataritsugu Koto (語り継ぐ こと)
| Canción (fonético)      | Canción (japonés) |                             |
| ----------------------- | ----------------- | --------------------------- |
| Kataritsugu Koto        | 語り継ぐこと      | Ending (cierre) 1 de Blood+ |
| Tsuki wo Nusumu         | 月を盗む          | Texto de celda              |
| Happiness is a Warm Gun |                   |                             |

[03/08/2006] Haru no Katami (春 の かた み)
| Canción (fonético)       | Canción (japonés)    |
| ------------------------ | -------------------- |
| Haru no Katami           | 春のかたみ           |
| Ai to Iu Na no Okurimono | 愛という名の贈りもの |
| Perfect                  |                      |

[05/03/2006] Ao no Requiem (青 の レクイエ)
| Canción (fonético) | Canción (japonés) |
| ------------------ | ----------------- |
| Ao no Requiem      | 青のレクイエム    |
| Tooku e Ikitai     | 遠くへ行きたい    |

[22/08/2007] Anata ga Koko ni Ite hoshii / Miyori no Mori (あなた が ここ に い て ほしい / ミヨリ の 森)
| Canción (fonético)                    | Canción (japonés)                    |
| ------------------------------------- | ------------------------------------ |
| Anata ga Koko ni Ite Hoshii           | あなたがここにいてほしい             |
| Miyori no Mori                        | ミヨリの森                           |
| Bojou Love is a Many Splendored Thing | 慕情 Love is a many splendored thing |
| Ushinawareta Mono-tachi e             | 失われたものたちへ                   |

[02/07/2008 / Hotaru boshi (蛍 星)
| Canción (fonético) | Canción (japonés) |
| ------------------ | ----------------- |
| Hotaru boshi       | 蛍星              |
| Yasashii uta       | やさしいうた      |

### DVD
[08/04/2004] Música de Cine de Hajime Chitose en vivo - Fuyu no Hainumikaze (ミュージック フィルム 元 ちとせ ライヴ "冬 の ハイヌミカゼ")
DVD con actuaciones en directo y 'Música de Cine' de Chitose en Amami Oshima.
Música de Cine lista de canciones
1. Kotonoha (コトノハ)
2. Triangle (トライアングル)
3. Hainumikaze (ハイヌミカゼ)
4. Kimi o Omou (君ヲ想フ)
5. Yuri Collection (百合コレクション)
6. Hikaru Kaigara (ひかるかいがら)
7. Seirei (精霊)
8. Kono Machi (この街)
9. Shinshin Raika (心神雷火)
10. 37.6
11. Wadatsumi no Ki (ワダツミの木)
12. Sen no Yoru to Sen no Hiru (千の夜と千の昼)
13. Itsuka Kaze ni Naru Hi (いつか風になる日)

Bonus, material en vivo
1. Kotonoha (コトノハ)
2. Triangle (トライアングル)
3. Getsurei 17.4 (月齢 17.4)
4. Yoru ni Yomeru Uta (夜に詠める歌)
5. 37.6
6. Seirei (精霊)
7. Sango Jugoya (サンゴ十五夜)
8. Sanpo no Susume (散歩のススメ)
9. Hummingbird (ハミングバード)
10. Neiro Nanairo (音色七色)
11. Wadatsumi no Ki (ワダツミの木)
12. Itsuka Kaze ni Naru Hi (いつか風になる日)
13. Sanhachigatsu (三八月)
14. Uruga no Oka (ウルガの丘)